# دانيال تي غريفين
دانيال تي غريفين (بالإنجليزية: Daniel T. Griffin)‏ هو عسكري أمريكي، ولد في 25 مارس 1911، وتوفي في 7 ديسمبر 1941.